# Komlenac
Komlenac je naselje v občini Kozarska Dubica, Bosna in Hercegovina. 

## Deli naselja
Brdo, Doline, Komlenac, Polje in Šumari.

## Prebivalstvo
| Pregled števila prebivalcev po letih | Pregled števila prebivalcev po letih | Pregled števila prebivalcev po letih | Pregled števila prebivalcev po letih | Pregled števila prebivalcev po letih | Pregled števila prebivalcev po letih |
| ------------------------------------ | ------------------------------------ | ------------------------------------ | ------------------------------------ | ------------------------------------ | ------------------------------------ |
| 1948                                 | 1953                                 | 1961                                 | 1971                                 | 1981                                 | 1991                                 |
| -                                    | -                                    | -                                    | 273                                  | 267                                  | 272                                  |

| Narodna sestava prebivalstva po letih                                                                                    | Narodna sestava prebivalstva po letih                                                                                        | Narodna sestava prebivalstva po letih                                                                                       |
| --- | --- | --- |
| 1971 | 1981 | 1991 |
| . skupaj: 273 Srbi 273 (100 %) Hrvati 0 (0,00 %) Muslimani 0 (0,00 %) Jugoslovani 0 (0,00 %) drugi in neznano 0 (0,00 %) | . skupaj: 267 Srbi 239 (89,51 %) Hrvati 0 (0,00 %) Muslimani 0 (0,00 %) Jugoslovani 28 (10,48 %) drugi in neznano 0 (0,00 %) | . skupaj: 272 Srbi 257 (94,48 %) Hrvati 0 (0,00 %) Muslimani 0 (0,00 %) Jugoslovani 13 (4,77 %) drugi in neznano 2 (0,73 %) |